# Flughafen Nelson (Neuseeland)

i7
i11
i13
Der Flughafen Nelson (IATA-Code: NSN, ICAO-Code: NZNS) ist ein Flughafen der Stadt Nelson auf der Südinsel von Neuseeland.
Mit 915.173 Passagieren im Jahr 2023 ist Nelson Airport der fünftgrößte Flughafen des Landes, nach Auckland, Christchurch, Wellington und Queenstown.
Im Jahr 2006 bekam der Flughafen einen eingeschränkten Status als internationaler Flughafen und fertigt seitdem auch ausländische Privatflugzeuge ab. Der Flugplatz ist die Basis der Fluggesellschaft Air Nelson (Air New Zealand Link), die mit De Havilland DHC-8-300 Inlandsflüge anbietet. Die Fluggesellschaft strebt eine Erweiterung ihrer Basis in Nelson an und will dazu mehrere Millionen Dollar unter anderem für Infrastruktur, darunter einen Wartungshangar für die DHC-8-300, für die die derzeitigen Einrichtungen zu klein sind, investieren. Weitere Gesellschaften, die den Flughafen von Nelson anfliegen sind die Sounds Air, die Originair und die Golden Bay Air.
2014 wurde der Flughafengesellschaft vom Stadtrat von Nelson eine Frist von 10 Jahren gestellt, um das Flughafengebäude auf die aktuellen Baustandards zu bringen, da das seinerzeitige Gebäude als erdbebengefährdet galt. Am 8. September 2015 beschloss der Vorstand des Flughafens das Terminal neu zubauen, anstatt zu renovieren. Die Bauarbeiten für das neue Terminal begannen im Mai 2017 und wurden im Oktober 2019 beendet.